# Lucio Afinio Galo
Lucio Afinio Galo (en latín Lucius Afinius Gallus) fue un senador romano que desarrolló su cursus honorum en los primeros dos tercios del siglo I, bajo los emperadores Claudio I y Nerón.
Los pasos previos al consulado nos son desconocidos y en 62 alcanzó el puesto de consul ordinarius.